# Scaptia floccosa
Scaptia floccosa är en tvåvingeart som beskrevs av H. Oldroyd 1947. Scaptia floccosa ingår i släktet Scaptia och familjen bromsar. Inga underarter finns listade i Catalogue of Life.